# 拟全异碘泡虫
拟全异碘泡虫（学名：Myxobolus paradisparoides）为碘泡科碘泡虫属的动物。在中国，分布于四川等，营寄生生活，寄生在鳃（重口裂腹鱼、乐山棒花鱼）、体表、鳍（乐山棒花鱼）。